# 韋特盧加
55°51′N 45°47′E / 55.850°N 45.783°E
韋特盧加（俄语：Ветлу́га）是俄羅斯下諾夫哥羅德州北部的一個城市、韋特盧加區縣治。位於韋特盧加河畔，距下諾夫哥羅德東北230公里。2002年人口9,641人。
1636年建立。1778年設市。